# Reinhold Kellenbenz
Reinhold Kellenbenz (* 26. Oktober 1937) ist ein ehemaliger deutscher Fußballspieler.

## Karriere
Reinhold Kellenbenz kam 1958 vom 1. FC Eislingen, mit dem er den WFV-Pokal 1956 gewonnen und im WFV-Pokal 1957 erst im Endspiel gegen den 1. SSV Ulm 1928 die Titelverteidigung verpasst hatte, zu den Stuttgarter Kickers. Dort erzielte er in 33 Spielen 15 Tore und stieg mit den Kickers in die Oberliga Süd auf, wo er in der Folgesaison 14 Spiele absolvierte und drei Tore schoss. Danach war er Sportinvalide.
Später spielte Kellenbenz wieder für den 1. FC Eislingen, wo er auch nach dem Karriereende bei den Alten Herren aktiv war.